# Bogdănești, Briceni
Bogdănești este satul de reședință al comunei cu același nume  din raionul Briceni, Republica Moldova.

## Istorie
În 1930 se afla în plasa Briceni, județul Hotin.

## Demografie

### Structura etnică
Structura etnică a satului conform recensământului populației din 2004:
| Grup etnic         | Populație | % Procentaj |
| ------------------ | --------- | ----------- |
| Ucraineni          | 411       | 80,75%      |
| Moldoveni / Români | 60        | 11,79%      |
| Ruși               | 30        | 5,89%       |
| Polonezi           | 2         | 0,39%       |
| Găgăuzi            | 1         | 0,2%        |
| Alții              | 5         | 0,98%       |
| Total              | 509       | 100%        |